# Кострома mon amour
«Кострома mon amour» (с фр. — «Кострома, любовь моя») — десятый «естественный» альбом группы «Аквариум», выпущенный в октябре 1994 года.

## История создания
По словам Бориса Гребенщикова практически все песни альбома «были написаны в дорогах и разъездах», которые Гребенщиков стал часто совершать после выхода альбома «Любимые песни Рамзеса IV». Песня «Русская нирвана» была написана в аэропорту Копенгагена, «Кострома mon amour» — в Тель-Авиве, «Из сияющей пустоты» — перед концертом в Саратове, «Звёздочка» — сначала в Санкт-Петербурге, а доделывалась в Стокгольме, а «Не пей вина, Гертруда» — в Санкт-Петербурге, Туле и Катманду. Самыми старыми песнями в альбоме являются «Ты нужна мне» и «Сувлехим Такац», пришедшие из так называемого «валдайского цикла» песен, написанных в конце 1980-х, которые в ДК Связи вместе с БГ пытались записывать ещё Андрей Романов, Андрей Решетин и Сергей Щураков. Текст «Московской Октябрьской» писался во время сведения «Русского альбома», а песня «Пой, пой, лира» написана на одно из ранних стихотворений Анатолия Гуницкого (Джорджа). Именно в тот период Гребенщиков открыл для себя тибетский буддизм (вслед за дзэном, которым увлекался давно) и совершил поездку в Непал.
В самом начале 1994 года группа стала записывать альбом «Кострома mon amour» на студии «Мелодии» в здании протестантской церкви Святой Екатерины на Васильевском острове. Как раз тогда у менеджмента группы начались контрактные отношения с компанией «Триарий», и группа получила определённую финансовую свободу. Время записи было не ограничено и оставляло пространство для экспериментов. Записью занимались звукорежиссёры Юрий Морозов и Александр Докшин.
А. Докшин о записи альбома:

Всё звуковое пространство на «Костроме» было выстроено не за счёт ревербераций, а путём спектрального разделения звука. При конечном микшировании мы пытались выделить то напевную русскую мелодику, то жёсткую рок-н-ролльную ткань — в зависимости от настроения композиции. При удачном синтезе это выглядело как картина, у которой видны вторые планы и контрасты красок.

(А. Докшин — Кострома mon amour — Аквариум «Сны о чём-то большем» — М.: «София», 2004 г., стр. 257)

Помимо всего прочего в записи альбома использовались симфонические фактуры («Московская Октябрьская»), тибетские ударные и транспонированные партии для обратных гитар.
Борис Гребенщиков об альбоме:

Полоса, когда хотелось писать стадионный рок-н-ролл, а писались сплошные парковые вальсы… Альбом получился непридуманным и — поэтому — очень любимым. Каким и должен быть Аквариум.
— Гребенщиков Б. Б. Краткий отчёт о 16-ти годах звукозаписи.

## Участники записи
- БГ — голос, гитара
- А. Зубарев — электрогитара
- О. Сакмаров — флейта, гобой и другие духовно-струнные клавиши
- С. Щураков — аккордеон
- А.Титов — бас-гитара
- «Лорд» А. Рацен — ударные
- А. Вихарев — перкуссия

+
- Андрей Решетин — скрипка (8)
- Татьяна Капуро «с подругами» — вокал (1, 10)
- А также ансамбль «Темуджин» (Монголия) в составе:
  - Галсантогтох (Галсан ТохТох) — лимбэ (11)
  - Г. Явгаан (Гэндэнпилын Явгаан) — товшуур (11)
  - Отгонбаяр — морин хуур (11)

## Список композиций
Музыка и текст во всех песнях — БГ, кроме специально отмеченной
1. Русская нирвана (3:14)
2. Пой, пой, лира (3:31) (Б. Гребенщиков — А. Гуницкий)
3. Московская Октябрьская (4:29)
4. 8200 (2:57)
5. Из сияющей пустоты (3:30)
6. Кострома mon amour (4:36)
7. Ты нужна мне (4:15)
8. Звёздочка (3:27)
9. Сувлехим Такац (2:51)
10. Не пей вина, Гертруда (4:11)

### Бонус-треки
Присутствуют на диске «Антология — XV. Kostroma mon amour»
1. Кострома mon amour (Аквариум + Темуджин) (4:12)
2. Московская Октябрьская (video) (4:48)

## Переиздания
- 2003 год — альбом переиздан на CD в рамках проекта «Антология». В этом издании добавлены бонус-треки. Версии песен «Русская нирвана», «Пой, пой, лира», «Ты нужна мне» и «Звёздочка» отличаются от первоначальных.

## Факты
- «Не пей вина, Гертруда» — цитата из пятого акта трагедии Шекспира «Гамлет» в переводе Б. Л. Пастернака[3]
- На песню «Московская Октябрьская» режиссёром Сергеем Дебижевым был снят видеоклип с использованием компьютерной графики.
- Все песни, кроме «8200», «Ты нужна мне» и «Сувлехим Такац», имеют размер 3/4.